# 越南红花羊蹄甲
越南红花羊蹄甲（学名：Bauhinia coccinea subsp. tonkinensis）是豆科羊蹄甲属绯红羊蹄甲的亚种。分布在越南北部以及中国大陆的云南等地，生长于海拔850米至1,300米的地区，见于山谷疏林中，目前尚未由人工引种栽培。